# Joaquín Berthold
Joaquín Berthold (16 marzo 1980) è un attore, regista teatrale e regista televisivo argentino.
Conosciuto principalmente per i ruoli interpretati in teatro e in televisione per Terra ribelle, Violetta, Juacas - I ragazzi del surf e Soy Luna.

## Biografia

### Primi anni
Di origini tedesche, inizia la sua carriera nel 1994 con l'opera teatrale La Salamanca e successivamente partecipa anche agli spettacoli: Historias para ser contadas e La opera de dos centavos. 
Dal 1997 al 2000 intraprende gli studi di teatro con Carlos Kaspar, dal 2001 al 2003 frequenta il "Conservatorio Nazionale di Arte Drammatica"; nel intanto entra nella scuola di Virginia Lago fino al 2003. Collabora con i due registi anche per alcuni drammi come: El tiempo y los Conway e Historia con cielo rojo. Inoltre, studia danza e teatro con Silvia Vladimivsky e anche con Javier Daulte.

### Teatro
Nel 2006 è protagonista dell'opera Walter, per cui si aggiudica il "Premio Roberto Jáuregui". Il ruolo viene anche recensito dalla critica in modo positivo.
Inoltre, dirige il gruppo teatrale "Los Intimos del teatro", con cui ha diretto alcuni spettacoli teatrali.

### Televisione e cinema
Il suo debutto cinematografico avviene nel 2003 con il film El resquicio, dove Berthold appare nel cast protagonista. Due anni dopo arriva il primo ruolo televisivo con Sin código e, nello stesso anno, a Conflictos en red nel secondo episodio. 
Appare anche in Sos mi vida, Juanita, la soltera, nei film El amigo alemán e in La cámara oscura. In quest'ultimo Berthold interpreta il personaggio di David. 
Nel 2010 recita nella serie italiana Terra ribelle, con il ruolo di Capitano Giacomo Giachieri per la sola prima stagione. Tra il 2012 e il 2014 prende parte, in tutte le stagioni, alla telenovela Violetta nel ruolo di Matías LaFontaine.

## Filmografia

### Teatro
- La Salamanca, regia di Mónica Salador (1994)
- Historias para ser contadas, regia di Mónica Salador (1995)
- La opera de dos centavos, regia di Carlos Kaspar (1996)
- Historia con cielo rojo, regia di Carlos Kaspar (2001)
- Sucede lo que pasa, regia di Virginia Lago (2001)
- Telarañas, regia di Fabio Zurita (2002-2003)
- No es moro no es Venecia, regia di G. Prado (2002-2003)
- El tiempo y los Conway, regia di Virginia Lago (2003)
- El donante, regia di Pablo Quaglia (2004)
- Tercero incluido (anche regista) (2004-2005)
- Walter, regia di Silvia Vladimivsky (2006-2007)
- La Divina Comedia, regia di Silvia Vladimivsky (2007)
- Escrito en el Barro, regia di Andrés Bazzalo (2007-2009)
- Cerca, melodía de una pareja inconclusa (anche regista) (2008-2009)
- Creo en Elvis, regia di Luciano Cáceres (2010)
- Petróleo regia di Georg Tielman (2010)
- Vestuario de hombres, regia di Javier Daulte (2010)
- Myosotis la planta (anche regista) (2011)
- Por amor a Lou, regia di Manolo Iedvabni (2011)
- Guayaquil: una historia de amor, regia di Manolo Iedvabni (2012)
- Macbeth, regia di Javier Daulte (2012-2013)

### Televisione
- Sin código - serie TV (2005)
- Conflictos en red - serie TV (2005)
- Juanita, la soltera - serie TV (2006)
- Los Ex - serie TV (2006)
- Sos mi vida - serie TV (2006)
- La traque - serie TV (2008)
- Terra ribelle - serie TV (2010)
- Para vestir santos - A proposito di single (Para vestir santos) - serie TV (2010)
- Ecos - miniserie TV (2011)
- La viuda de Rafael - miniserie TV (2012)
- Historia clínica - miniserie TV (1 episodio) (2012)
- Violetta - telenovela (2012-2015)
- Juacas - I ragazzi del surf - serie televisiva (2017)
- Soy Luna - telenovela (2018)
- Cien días para enamorarse - telenovela (2018)
- Argentina tierra de amor y venganza - telenovela (2019)

### Cinema
- El resquicio, regia di Amin Alfredo Yoma (2003)
- La traque, regia di Laurent Jaoui (2008)
- Los superagentes, nueva generación, regia di Daniel De Felippo (2008)
- La cámara oscura, regia di María Victoria Menis (2008)
- Papá por un día, regia di Raúl Rodríguez Peila (2009)
- Lucky Luke, regia di James Huth (2009)
- El amigo alemán, regia di Jeanine Meerapfel (2012)
- Yeguas y cotorras, regia di Natalia Garagiola (2012)

## Premi
- Premio Roberto Jauregui
  - 2007 Miglior attore protagonista per Walter